# جيني سمارت
جيني سمارت (بالإنجليزية: Jenny Smart)‏ هي عداءة سريعة بريطانية، ولدت في 19 فبراير 1943 في ساربيتون ‏ في المملكة المتحدة.

## وصلات خارجية
- جيني سمارت على موقع أوليمبيديا (الإنجليزية)